# Kampfbund
A Kampfbund ("Liga de Batalha") foi uma liga de sociedades de luta nacionalistas e do Partido Nacional Socialista Alemão na Baviera, Alemanha, na década de 1920. Incluía o Partido Nacional Socialista dos Trabalhadores Alemães (NSDAP) de Adolf Hitler e sua Sturmabteilung (SA), a Liga de Oberland e o Bund Reichskriegsflagge. Hitler era seu líder político Hermann Kriebel liderava sua milícia.
A liga foi criada em 1 e 2 de setembro de 1923 em Nuremberg, onde Hitler se juntou a outros líderes nacionalistas para celebrar o Sedantag, que marcou o aniversário da vitória prussiana sobre a França em 1870. O objetivo era consolidar e agilizar suas agendas e também se preparar para aproveitar a divisão entre a Baviera e o governo central. O ímpeto para essa consolidação foi a declaração, alguns dias antes, do governo central de Berlim anunciando o fim da resistência contra a ocupação francesa do Ruhr, cuja aparente capitulação enfureceu os nacionalistas e piratas. O Kampfbund conduziu o Putsch da Cervejaria de novembro de 1923 em Munique, Alemanha.

## Afiliações de membros
A essa altura, o Partido dos Trabalhadores Alemães (DAP) havia mudado seu nome para Partido Nacional Socialista dos Trabalhadores Alemães (NSDAP). Havia crescido de uma seita marginal para a força política mais poderosa da Baviera, com 70 000 membros. Em 1923, a SA era o exército privado do Partido Nazista com cerca de 15 000 membros. Um subgrupo do NSDAP era o Stoßtrupp-Hitler, uma unidade de guarda-costas pessoal de Hitler sob o comando de Joseph Berchtold. Outro grupo foi o grupo de jovens do Partido Jungsturm Adolf Hitler, liderado por Adolf Lenk.
A Liga de Oberland foi uma organização paramilitar liderada por Friedrich Weber. Tinha 4 000 soldados armados, praticamente todos veteranos de guerra descontentes. Esta unidade era uma unidade Freikorps.
A Bund Reichskriegsflagge (Sociedade Imperial da Bandeira de Guerra) era outro exército privado que também tinha muitos veteranos de guerra. O líder oficial era Joseph Seydel, mas Ernst Röhm estava realmente no controle.

## Planejamento do Putsch
Em 26 de setembro de 1923, após um período de turbulência e violência política, o primeiro-ministro da Baviera, Eugen von Knilling, declarou estado de emergência e Gustav von Kahr foi nomeado Staatskommissar, ou comissário de estado, com poderes ditatoriais para governar o estado. Além de von Kahr, o chefe da polícia do estado da Baviera, coronel Hans Ritter von Seisser, e o general do Reichswehr, Otto von Lossow, formaram um triunvirato governante.  Hitler anunciou que realizaria 14 reuniões de massa a partir de 27 de setembro de 1923. Com medo da possível interrupção, uma das primeiras ações de Kahr foi proibir as reuniões anunciadas. Hitler estava sob pressão para agir. Os nazistas, com outros líderes do Kampfbund, sentiram que tinham que marchar sobre Berlim e tomar o poder ou seus seguidores se voltariam para os comunistas. Enquanto isso, em 5 de outubro de 1923, Kahr fechou o jornal nazista Völkischer Beobachter por dez dias. Kahr também anunciou um discurso surpresa no Bürgerbräu Keller.
O golpe foi inspirado na bem-sucedida Marcha de Benito Mussolini sobre Roma, de 22 a 29 de outubro de 1922. Hitler e seus associados planejavam usar Munique como base para uma marcha contra o governo da República de Weimar na Alemanha. Hitler percebeu que Kahr procurava controlá-lo e não estava pronto para agir contra o governo em Berlim. Hitler queria aproveitar um momento crítico para uma agitação e apoio popular bem-sucedidos.
O golpe foi planejado em 7 de novembro em uma decisão precipitada no apartamento de Kriebel. Nem todos os membros foram notificados. Para fins de comunicação, o grupo usou dois pedaços de papel; um vermelho colorido significa "a coisa real" e o outro branco significa uma corrida de treino. Eles optaram por passar a etiqueta branca. Na época do golpe, apenas 2000 membros do Kampfbund estavam em Munique. Em 8 de novembro de 1923, o golpe avançou, mas falhou.

## Unidades e líderes da SA
- 1.º Batalhão (Karl Beggel)
- 2.º Batalhão (Edmund Heines)
- 3.º Batalhão (Hans Knauth)
- 10.ª Companhia (Friedrich Mayer)